# Relaciones Chile-Santo Tomé y Príncipe
Las relaciones Chile-Santo Tomé y Príncipe son las relaciones internacionales entre la República de Chile y la República Democrática de Santo Tomé y Príncipe.

## Historia

### SigloXX
Las relaciones diplomáticas entre Chile y Santo Tomé y Príncipe fueron establecidas el 5 de mayo de 1989.

## Relaciones comerciales
En 2022, el intercambio comercial entre ambos países era muy marginal, constando únicamente de exportaciones de Santo Tomé y Príncipe a Chile de instrumentos para control automático y transistores.

## Misiones diplomáticas
- Chile no cuenta con representaciones diplomáticas ni consulares en Santo Tomé.[3]
- Santo Tomé y Príncipe no cuenta con representaciones diplomáticas ni consulares en Santiago de Chile.[3]